# Lindegracht (Alkmaar)
De Lindegracht is een straat in het centrum van de Nederlandse stad Alkmaar. De Lindegracht loopt vanaf Geest en de Clarissenbuurt tot Ritsevoort, Koorstraat en de Oudegracht waar hij in overgaat. Deze straat is ongeveer 150 meter lang. Op de Lindegracht komt één zijstraat uit, dat is de Heul. Aan de Lindegracht bevindt zich één monumentaal pand op nummer 23 en een monumentale brug.
Hier vinden jaarlijks, in de maanden juli en augustus, concerten plaats onder de naam Lindegrachtconcerten.

## Geschiedenis
De Lindegracht is een binnengracht maar diende eeuwen geleden als vestinggracht en was er aldaar ook een poort met de naam Kennemerpoort. Maar van deze poort is niet bekend hoe hij er ooit heeft uitgezien, omdat in 1517 een Friese roofridder, Grote Pier, met weinig moeite de wallen wist te slechten en daarna de stad Alkmaar leeg te roven en plat te branden. Hierbij gingen ook de stadsarchieven eraan, waardoor er over de periode van Alkmaar in de middeleeuwen weinig over is gebleven.
Tussen de Lindegracht en de Heul bevond zich vroeger de schouwburg waar toentertijd Rudi Carrell zijn eerste schrede op het toneel zette. Deze plek waar de schouwburg ooit stond heeft de naam Rudi Carrellplaats gekregen.

## Zie ook

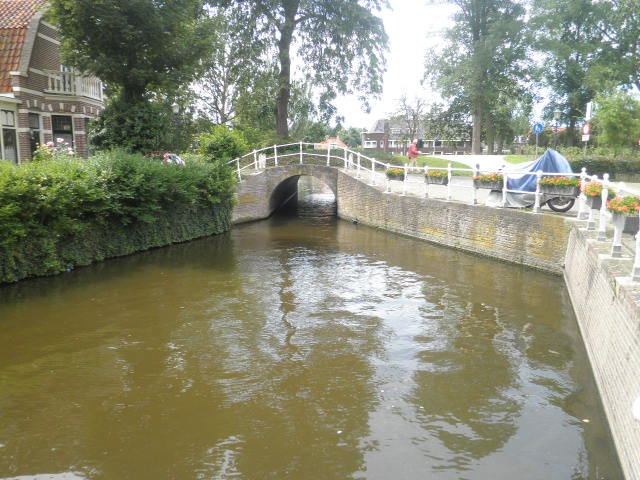
Bruggetje over de Lindegracht